# Осиново (Чертковский район)
Осиново — хутор в Чертковском районе Ростовской области.
Входит в состав Нагибинского сельского поселения.

## Население
| 2010 |
| ---- |
| 5    |

## Улицы
На хуторе имеется одна улица — Осиновая.